# هاري هامبتون
هاري هامبتون (بالإنجليزية: Harry Hampton)‏ (21 أبريل 1885 في المملكة المتحدة - 15 مارس 1963 في المملكة المتحدة) هو لاعب كرة قدم بريطاني (وحمل سابقاً جنسية المملكة المتحدة لبريطانيا العظمى وأيرلندا) في مركز الهجوم. شارك مع منتخب إنجلترا لكرة القدم. أما مع النوادي، فقد لعب مع أستون فيلا وبرمنغهام سيتي ونيوبورت كونتي ونادي تلفورد يونايتد.

## وصلات خارجية
- هاري هامبتون على موقع قاعدة بيانات كرة القدم.إي يو (الإنجليزية)
- هاري هامبتون على موقع ناشيونال فوتبول تيمز (الإنجليزية)
- هاري هامبتون على موقع عالم كرة القدم.نت (الإنجليزية)